# Erkmannsdorf
Erkmannsdorf ist ein Ortsteil der Stadt Schleiz im Saale-Orla-Kreis in Thüringen.

## Lage
Der Ortsteil Erkmannsdorf befindet sich am Rande einer Hanglage Richtung Saaletal. Die Flächen des ehemaligen Vorwerks liegen auf einer typischen flachen Hochebene im Südostthüringer Schiefergebirge  in einem Teil des noch sogenannten westlichen Schleizer Oberlandes. Verkehrsmäßig ist diese Siedlung gut angebunden.

## Geschichte
Die weilerartige Ansiedlung wurde am 11. März 1394 urkundlich erstmals erwähnt.
Nachbarorte sind Crispendorf, Eßbach und Dörflas sowie Ziegenrück.
Die „Landwirtschaftliche Produktions- und Vertriebs-GmbH Erkmannsdorf“ hat sich hier niedergelassen.
Erkmannsdorf war ein Ortsteil der Gemeinde Crispendorf, die am 1. Januar 2019 in die Stadt Schleiz eingemeindet wurde.